# Deparia allantodioides
Deparia allantodioides là một loài thực vật có mạch trong họ Woodsiaceae. Loài này được (Bedd.) M. Kato miêu tả khoa học đầu tiên năm 1984.